# Francis Xavier Seelos
Blahoslavený Francis Xavier Seelos (11. ledna 1819, Füssen – 4. října 1867, New Orleans) byl německý římskokatolický kněz, řeholník, redemptorista a misionář. Katolická církev ho uctívá jako blahoslaveného.

## Život
Narodil se 11. ledna 1819 jako jeden z dvanácti dětí Manga a Frances Schwarzenbach Seelos. Pokřtěn byl v den narození v kostele sv. Manga. Roku 1831 dokončil své základní vzdělání a v tomto období se rozhodl stát knězem. Středoškolské vzdělání získal na Institutu sv. Štěpána v Augsburgu. Roku 1839 byl přijat na Mnichovskou univerzitu, kde studoval filosofii. Poté pokračoval ve studiu teologie a 19. září 1842 vstoupil do kněžského semináře. Během této doby se seznámil s misionáři Kongregace Nejsvětějšího Vykupitele a seznámil se jak s charismatem institutu, založeným na evangelizaci nejopuštěnějších, tak s jeho apoštolskými pracemi, zejména mezi imigranty v USA.
Rozhodl se vstoupit do této kongregace a požádat o povolení k misionářským pracím v USA. Dne 22. listopadu 1842 vstoupil do kongregace a 17. března odplul z přístavu Le Havre ve Francii. Do New Yorku dorazil 20. dubna 1843. Kněžské svěcení přijal 22. prosince 1844 v kostele sv. Jakuba v Baltimoru. Za několik měsíců byl poslán do farnosti sv. Filomény v Pittsburghu, kde strávil devět let svého života. Prvních šest let byl kaplanem sv. Jana Nepomuka Neumanna, který byl představeným komunity redemptoristů a další tři roky byl otec Francis představeným. Jeho vrozená laskavost a porozumění ho proslavila jako skvělého zpovědníka a duchovního otce natolik, že k němu lidé přicházeli i z okolních měst.
Roku 1854 byl poslán do Baltimoru, poté do Cumberlandu (1857) a Annapolisu (1862). V Cumberlandu a Annapolisu také působil ve formaci budoucích redemptoristů jako prefekt studentů.
Roku 1860 jej pittsburský biskup Michael O'Connor doporučil po jeho odchodu z funkce na jeho místo. Otec Francis napsal dopis papeži Piu IX. kde vysvětluje svou nedokonalost k přijetí této funkce a žádá ho o zproštění tohoto úkolu, a proto papež rozhodl o jmenování jiného kněze za biskupa Pittsburghu. Během Americké občanské války byli roku 1863 všichni muži povinni nasttoupit do vojenských řad. Otec Francis se jako představený redemptoristů setkal s prezidentem Abrahamem Lincolnem a vyřídil pro své seminaristy milost. Za svou přílišnou shovívavost ztratil později svou funkci prefekta studentů.
V letech 1863 až 1866 žil jako putovní kazatel v Connecticutu, Illinois, Michiganu, Missouri, New Jersey, New York, Ohiu, Pensylvánii, na Rhode Islandu a ve Wisconsinu. Roku 1866 začal pracovat také s oběťmi žluté zimnice. Touto nemocí sám onemocněl a na její následky 4. října 1867 v New Orleans zemřel. Pohřben byl v kryptě kostela Nanebevzetí Panny Marie.

## Proces blahořečení
Dne 17. září 1900 byl v diecézi Pittsburgh zahájen jeho proces blahořečení. Dále byl jeho proces zkoumán v arcidiecézi Baltimore (1901-1902), arcidiecézi New Orleans (1902) a diecézi Augsburg. Proces na diecézní úrovni byl uzavřen 18. července 1994. Dne 27. ledna 2000 uznal papež sv. Jan Pavel II. jeho hrdinské ctnosti a zázrak uzdravení na jeho přímluvu. Blahořečen byl 9. dubna 2000.